# Lydien

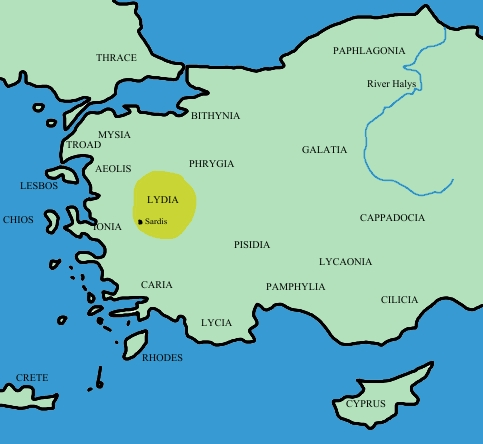
Karta över det ursprungliga Lydien.

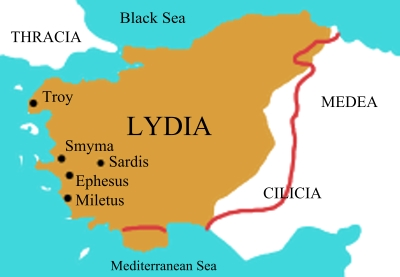
Lydien när det var som störst.

Lydien, i äldre tider även kallat Meonien, var i antiken namnet på ett vidsträckt landskap i västra delen av Mindre Asien. Det gränsade till Mysien i norr, Frygien i öster, Karien i söder och Egeiska havet i väster. Dock var den breda kuststräckan som befolkades av joniska greker inte att räkna till det egentliga Lydien.

## Geografi
Det lydiska riket omfattade mot slutet av sin tillvaro en stor del av Mindre Asien, med floden Halys som östlig gräns. Den nordliga och större delen av det egentliga Lydien utgjordes av Hermos, den sydliga av Kaystros flodområden, åtskilda av bergskedjan Tmolos (nu Bos dag) som löper i öster och väster. Landets östra del med tydliga spår av vulkanisk natur (därför tidigare kallad Katakekaumerne, "det förbrända landet") är öde och ofruktbar, men de båda floddalarna utmärks genom utomordentlig fruktbarhet och har gott klimat.

## Historia
I berget Tmolos fanns tidigare rika guldgruvor, och även floden Paktolos, en biflod till Hermos som kom därifrån, hade guldförande sand. Till följd av dessa rika hjälpkällor var Lydien säte för en uråldrig kultur och intog tidigt en betydande maktställning bland de kringliggande länderna. Sedan urminnes tid skall det ha regerats först av atyadernas och sedan av heraklidernas härskarätter. I sitt historiska tidsskede inträder det med mermnadernas kungaätt omkring 700 f.Kr. Bland kungar av detta hus är i synnerhet Alyattes och hans son Krösus (Kroisos) kända som kraftfulla härskare, under vilka det lydiska riket nådde sin största utsträckning. Men då Krösus oförsiktigt började krig mot perserna, blev han helt besegrad av Kyros II, och det underkuvade Lydien förvandlades till en persisk satrapi år 546 f.Kr. Det bildade sedermera en viktig landsdel inom det seleucidiska, det pergamenska och slutligen inom det romerska riket.

## Folk
Det lydiska folket kan ha varit besläktat med karer och fryger. Handel och industri fortsatte att blomstra länge. Musik var den främsta kulturyttringen, och en av den grekiska musikens tonarter kallades den lydiska. Inom religionen intog gudamodern Kybeles dyrkan, med sina vilda och larmande fester, en framstående roll.

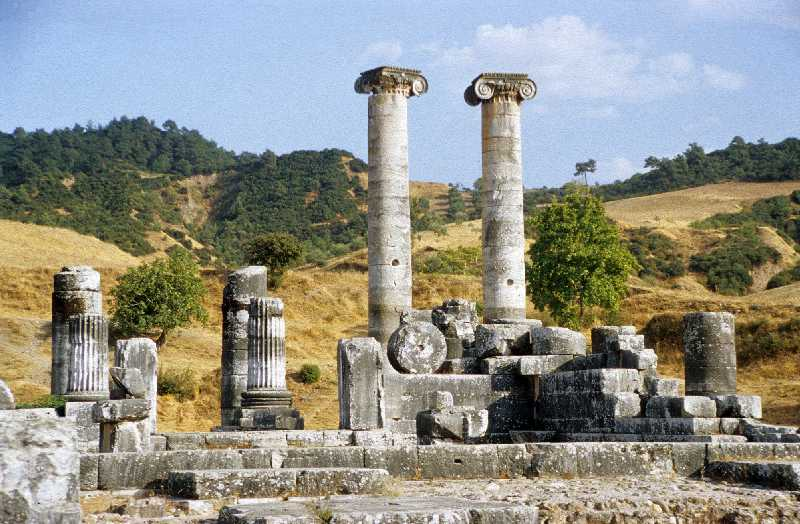
Artemistempel i huvudstaden Sardes

## Fornminnen
Bland fornminnen märks i synnerhet väldiga gravhögar med inbyggda gravkamrar för lydiska konungar. Lydiens huvudstad var Sardes (grekiska Sardeis) vid floden Paktolos på norra sidan om Tmolos. Bland övriga städer märks Magnesia (nu Manissa) vid floden Hermos (till skillnad från andra orter med samma namn vanligen betecknat som "Magnesia vid Sipylos"), Thyateira i norra och Hypaipa i södra delen av landet. Om de grekiska städerna (Smyrna, Kolofon, Efesos med flera) på Lydiens kust, se Jonien.
De lydiska gravarna, som påminner starkt om de frygiska, består av kullar som är spetsigt utlöpande upptill med en gravkammare som är hopfogad av kvaderstenar dit det leder en gång, dromos. Det främsta gravminnesmärket är den så kallade Alyattes grav, 69 meter hög och 400 meter i omkrets. Lydiska lerkärl var mörkfärgade med geometriska mönster och visar anknytning till Syrien och hettiterkulturen.